# Palle d'acciaio
Palle d'acciaio (Head Office) è un film statunitense del 1985 diretto da Ken Finkleman.

## Trama
Nel grattacielo della grande multinazionale INC, a capo della quale sta il cinico Helms, ogni giorno avvengono del conflitti fra i dirigenti per la conquista del potere. La mattina in cui Jack Issel Junior prende servizio per la prima volta assiste alla morte di due fra i più importanti manager: Stedman, che si suicida gettandosi dalla finestra, perché licenziato, e Howard Grass, colpito da malore, e resta sconvolto vedendo i loro colleghi cercare subito di accaparrarsi i posti dei defunti. Jack è il figlio di un importante senatore, perciò è accolto cortesemente dai superiori, e affidato a Max, che deve fargli da maestro sul modo di destreggiarsi nell'ambiente. Egli comincia ad occuparsi di pubbliche relazioni, e riceve, fra gli altri, la graziosa Rachel, che si batte per evitare la chiusura ad Allenville di una fabbrica appartenente alla INC, cosa che provocherebbe la rovina della cittadina, mentre la multinazionale sta facendo solo una manovra per lucro. Jack s'innamora subito di Rachel e la corteggia, mentre la sua carriera avanza in modo rapidissimo. L'uomo viene inviato a rappresentare la società ad Allenville, dove si svolgono manifestazioni di protesta riprese dalla televisione, e dove ritrova Rachel, che fa volantinaggio.
Invece di dichiarare alla stampa delle falsità, come gli è stato ordinato, Jack dice la verità sul caso, provocando grande scalpore e il suo immediato licenziamento. Ma ora Rachel ricambia il suo amore. In seguito, poiché la stampa loda all'unanimità la INC per aver riconosciuto pubblicamente i propri torti, per mezzo delle dichiarazioni di Jack, questi viene prontamente riassunto nella società, e scopre che Rachel è la figlia di Helms, col quale ha dei dissapori, perché lei difende la povera gente. Quando Jack riceve dal capo l'ordine di consegnare 2 milioni di dollari in contanti al generale Sanchez, un losco avventuriero dell'America centrale, li dà invece ai dimostranti di Allenville, causando così le dimissioni di Helms, e rendendo Rachel improvvisamente proprietaria di gran parte della INC. I due giovani si amano felici e lui ora va in ufficio con l'elicottero.